# Отто Пааянен
Отто Пааянен (фін. Otto Paajanen; 13 вересня 1992, м. Лоппі, Фінляндія) — фінський хокеїст, центральний нападник. Виступає за ГПК (Гямеенлінна) у СМ-лізі.
Вихованець хокейної школи «Ніккаріт». Виступав за ГПК (Гямеенлінна), КооКоо (Коувола).
В чемпіонатах Фінляндії — 18 матчів (1+1).
У складі молодіжної збірної Фінляндії учасник чемпіонату світу 2012. У складі юніорської збірної Фінляндії учасник чемпіонату світу 2010.
Досягнення
- Бронзовий призер юніорського чемпіонату світу (2010)